# Villa Verde (Teksas)
Villa Verde – jednostka osadnicza w Stanach Zjednoczonych, w stanie Teksas, w hrabstwie Hidalgo.